# Región de Kasai
Kasai es una región histórica y antigua provincia de la parte centro-sur de la República Democrática del Congo. Lleva el nombre del río del mismo nombre.

## Localización
Kasai recibió su nombre del río Kasai, un importante afluente izquierdo del río Congo que proporciona acceso a la región. En 1910 se había establecido una fábrica de la Compañía Kasai cerca de Misumba, que tenía unos dos mil habitantes. La empresa había realizado con éxito pruebas de plantaciones de caucho. La empresa también compraba caucho y marfil a la población local, algunos de los cuales lo usaban para comprar licor del territorio portugués (Angola).

## Historia
En 1914 el Congo Belga se organizó en cuatro grandes provincias: Congo-Kasai, Équateur, Oriental y Katanga. En 1933 se reorganizaron en seis provincias, llamada por sus capitales, y el gobierno central asumió más control. Congo-Kasai se dividió en las nuevas provincias de Léopoldville y Lusambo. En 1947, Lusambo pasó a llamarse Kasai.
Se convirtió en una provincia autónoma de la República del Congo el 30 de junio de 1960. El 14 de agosto de 1962 se dividió en cinco nuevas provincias: Lomami, Luluabourg, Sankuru, Kasai del Sur y Unité Kasaïenne. El 25 de abril de 1966 Luluabourg y Unité Kasaïenne se unieron para formar Kasai Occidental, mientras que Lomami, Sankuru y Kasai del Sur se unieron en la nueva provincia de Kasai Oriental.
Tras la independencia del Congo en 1960, la parte sur se convirtió durante un tiempo en el estado independiente de facto de Kasai del Sur bajo la influencia de Bélgica. Después del asesinato del líder nacionalista y presidente del Congo, Patrice Lumumba al año siguiente, laregión de Kasai regresó al Congo y fue dividido administrativamente en dos provincias, Kasai Occidental y Kasai Oriental.
Después de 2015, los antiguos distritos dentro de estas provincias se combinaron en algunos casos con ciudades que habían sido administradas de forma independiente, y su estatus se elevó a las cinco provincias actuales:
- Provincia de Kasai
- Provincia de Kasai Central
- Provincia de Kasai Oriental
- Provincia de Sankuru
- Provincia de Lomami

## Rebelión de 2017
En la primavera de 2017, estalló en la zona una rebelión debido al resentimiento de larga data por la lejanía y la corrupción del gobierno central, además del rechazo al asesinato de un jefe local, Kamwina Nsapu, por las fuerzas de seguridad. En los combates que siguieron, casi 1,4 millones de personas se vieron desplazadas, entre ellas alrededor de 850 000 niños, lo que provocó una crisis de hambre en toda la región, ya que los agricultores de subsistencia no pudieron plantar cultivos.